# Europäischer Filmpreis/Ehrenpreis

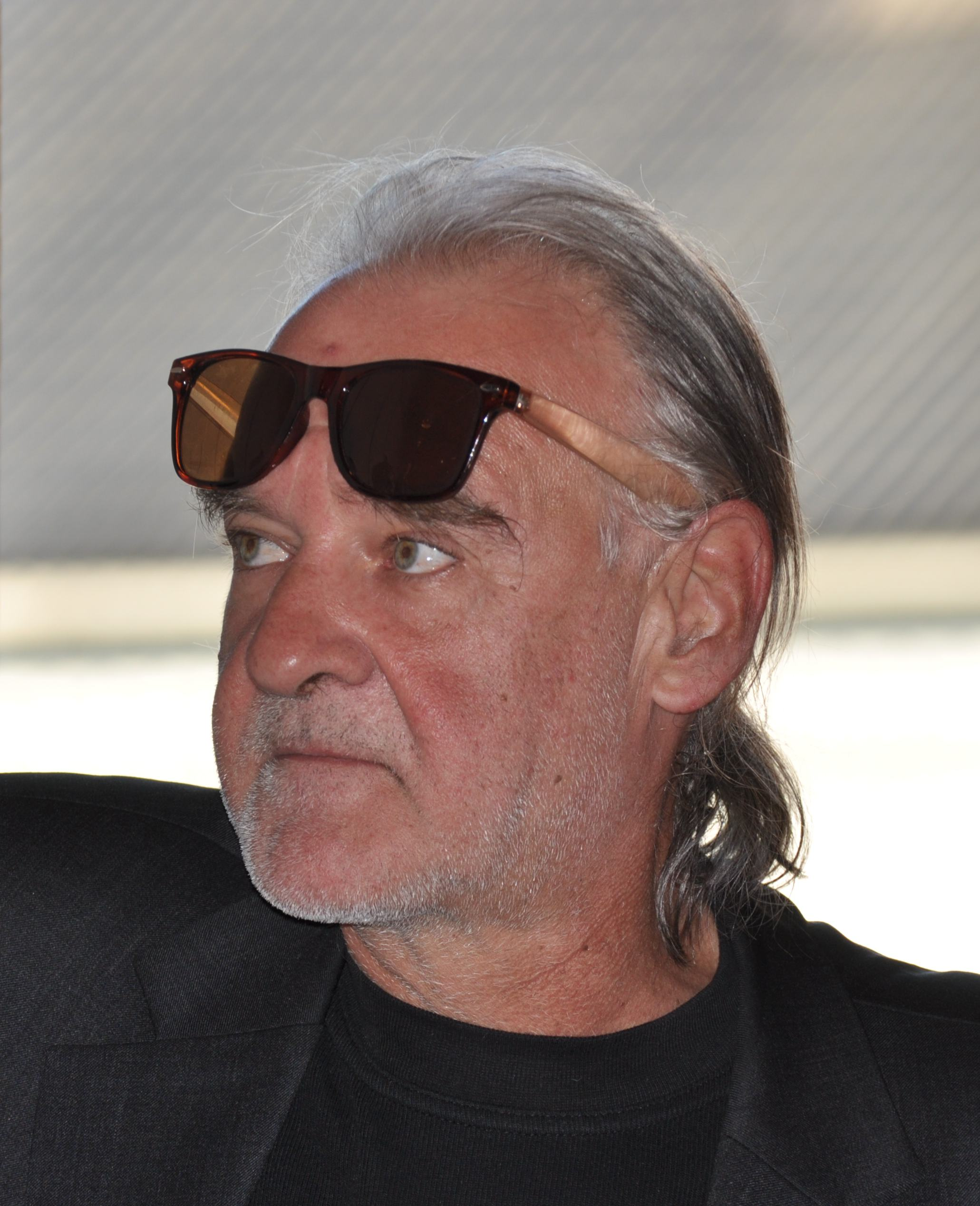
Preisträger 2023: Béla Tarr

Der Ehrenpreis (Honorary Award) wird seit 2007 in unregelmäßigen Abständen vom Präsidenten beziehungsweise von der Präsidentin sowie dem Vorstand der Europäischen Filmakademie vergeben. Geehrt werden bekannte Persönlichkeiten des europäischen Kinos. Diese Sonderauszeichnung wird neben den regulären Preisen für ein Lebenswerk sowie für die Beste europäische Leistung im Weltkino vergeben. Die Preisträger werden bei der Verleihung des Europäischen Filmpreises mit dem Ehrenpreis ausgezeichnet.
Im Jahr 2023 wurde dem Ungar Béla Tarr der Ehrenpreis als „herausragender Regisseur“ und als „Persönlichkeit mit starker politischer Stimme“ zuerkannt.

## Preisträger
| Jahr | Preisträger            | Filmisches Schaffen         | Land                    |
| ---- | ---------------------- | --------------------------- | ----------------------- |
| 2007 | Manoel de Oliveira     | Regisseur und Drehbuchautor | Portugal                |
| 2011 | Michel Piccoli         | Schauspieler                | Frankreich              |
| 2015 | Michael Caine          | Schauspieler                | Vereinigtes Königreich  |
| 2016 | Andrzej Wajda (postum) | Regisseur                   | Polen                   |
| 2018 | Costa-Gavras           | Regisseur und Drehbuchautor | Griechenland/Frankreich |
| 2023 | Béla Tarr              | Regisseur                   | Ungarn                  |